# Acanthopidae
Famille
Les Acanthopidae sont une famille d'insectes de l'ordre des Mantodea. Cette famille comporte 3 sous-familles, 13 genres et 80 espèces.

## Taxinomie
Liste des sous-familles et des genres :
- sous-famille des Acanthopinae
  - Acanthops Serville, 1831
  - Astollia Kirby, 1904
  - Decimiana Uvarov, 1940
  - Lagrecacanthops Roy, 2004
  - Metilia Stal, 1877
  - Miracanthops Roy, 2004
  - Pseudacanthops Saussure, 1870
- sous-famille des Acontiothespinae
  - Acontista Saussure, 1872
  - Callibia Stal, 1877
  - Paratithrone Lombardo, 1996
  - Raptrix Terra, 1995
  - Tithrone Stal, 1877
- sous-famille des Stenophyllinae
  - Stenophylla Westwood, 1845